# Рингвуд (Њу Џерзи)
Рингвуд (енгл. Ringwood) град је у америчкој савезној држави Њу Џерзи.

## Демографија
По попису из 2010. године број становника је 12.228, што је 168 (-1,4%) становника мање него 2000. године.
| Група             | 2000.          | 2010.          |
| Белци             | 11.256 (90,8%) | 10.800 (88,3%) |
| Афроамериканци    | 199 (1,6%)     | 166 (1,4%)     |
| Азијати           | 148 (1,2%)     | 213 (1,7%)     |
| Хиспаноамериканци | 527 (4,3%)     | 707 (5,8%)     |
| Укупно            | 12.396         | 12.228         |